# Dalhousiella
Dalhousiella är ett släkte av ringmaskar som beskrevs av M'Intosh 1901. Dalhousiella ingår i familjen Hesionidae.
Kladogram enligt Catalogue of Life och Dyntaxa:
| Dalhousiella | \| \| Dalhousiella ancuda \| \| \| \| \| \| Dalhousiella carpenteri \| \| \| \| \| \| Dalhousiella hesionides \| \| \| \| \| \| Dalhousiella longicirrata \| \| \| \| \| \| Dalhousiella longisetis \| \| \| \| |
|              | \| \| Dalhousiella ancuda \| \| \| \| \| \| Dalhousiella carpenteri \| \| \| \| \| \| Dalhousiella hesionides \| \| \| \| \| \| Dalhousiella longicirrata \| \| \| \| \| \| Dalhousiella longisetis \| \| \| \| |
|              | Dalhousiella ancuda |
|              | |
|              | Dalhousiella carpenteri |
|              | |
|              | Dalhousiella hesionides |
|              | |
|              | Dalhousiella longicirrata |
|              | |
|              | Dalhousiella longisetis |
|              | |